# دينيس نوبل
دينيس نوبل (بالإنجليزية: Denis Noble)‏ هو عالم معلومات حيوي وأحيائي بريطاني، ولد في 16 نوفمبر 1936. شغل نوبل كرسي بوردون ساندرسون لعلم وظائف الأعضاء في القلب والأوعية الدموية بجامعة أكسفورد من 1984 إلى 2004، وعُين أستاذاً فخريًا ومديرًا مشاركًا لعلم أنظمة الأحياء. وهو أحد رواد علم أحياء الأنظمة وطور أول نموذج رياضي قابل للتطبيق في القلب العامل في عام 1960.

## أبحاثه
تركز أبحاث نوبل على استخدام نماذج حاسوبية للأعضاء الحيوية والأجهزة العضوية لتفسير الوظيفة بدءًا من المستوى الجزيئي ووصولًا إلى الكائن الحي بأكمله. عمل فريقه مع جهات متعاونة دولية واستخدم حواسيب فائقة لإنشاء أول عضو افتراضي، القلب الافتراضي.
بصفته الأمين العام للاتحاد الدولي للعلوم الفيزيولوجية 1993-2001، لعب دورًا رئيسًا في إطلاق مشروع فيزيوم، وهو مشروع دولي لاستخدام المحاكاة الحاسوبية في إنشاء النماذج الفيزيولوجية الكمية اللازمة لتفسير الجينوم، وانتُخب رئيسًا للاتحاد في مؤتمره العالمي في كيوتو في 2009.
نوبل فيلسوف في علم الأحياء أيضًا، وكتاباه موسيقى الحياة والرقص على لحن الحياة يتحديان أسس العلوم البيولوجية الحالية، ويشككان في العقيدة المركزية، ونظرتها أحادية الاتجاه لتدفق المعلومات، وفرضها منهجية الانطلاق من القاعدة نحو الأعلى في البحث في علوم الحياة.

### الاختزالية
يدرس كتابه موسيقى الحياة الصادر عام 2006 بعض الجوانب الأساسية لبيولوجيا الأجهزة، وينتقد أفكار الحتمية الجينية والاختزالية الجينية. ويشير إلى وجود الكثير من الأمثلة على حلقات التغذية الراجعة و«السببية النزولية» في علم الأحياء، وأنه من غير المنطقي تفضيل مستوى معين من الفهم على كل المستويات الأخرى. يوضح نوبل أيضًا أن الجينات تعمل في الواقع في مجموعات وأنظمة، فيكون الجينوم أشبه بمجموعة من قنوات للأعضاء أكثر من كونه «مخططًا للحياة». يضع كتابه الصادر عام 2016 الرقص على لحن الحياة هذه الأفكار في نطاق المبدأ العام للنسبية المطبق على علم الأحياء، وصولًا إلى دور الغرض في التطور وإلى نسبية نظرية المعرفة.
يناقض نوبل تصريح دوكينز الشهير في الجين الأناني («الآن تحتشد [الجينات] ... آمنة داخل الروبوتات الخشبية العملاقة ... لقد خلقتنا جسدًا وعقلًا. والحفاظ عليها هو الأساس المنطقي النهائي لوجودنا») بوجهة نظر بديلة: «الآن [الجينات] محتجزة في مستعمرات ضخمة، مسجونة داخل كائنات ذكية للغاية، صاغها العالم الخارجي، وتتواصل معه من خلال عمليات معقدة، والتي من خلالها، بشكل أعمى، كالسحر، تظهر الوظيفة. هي فيك وفيَّ. نحن النظام الذي يسمح بقراءة تعليماتها البرمجية؛ والحفاظ عليها يعتمد كليًا على الفرح الذي نختبره في إعادة إنتاج أنفسنا. نحن الأساس المنطقي النهائي لوجودها». ثم يقترح أنه لا يوجد فرق تجريبي بين القولين، وإنما يوجد اختلاف في «الاستعارة» و«وجهة النظر الاجتماعية أو الجدلية».
ويجادل نوبل بأن «نماذج السببية الجينية في النظم الأحيائية مشوشة بشكل كبير» وأن «الاستعارات التي خدمتنا على نحو جيد خلال المرحلة البيولوجية الجزيئية في العقود الأخيرة لها تأثيرات محدودة أو حتى مضللة في العالم متعدد المستويات لعلم أنظمة الأحياء. نحتاج إلى نماذج جديدة إذا أردنا النجاح في كشف السببية الجينية متعددة العوامل على مستويات عالية من الوظيفة الفيزيولوجية وبالتالي تفسير الظواهر التي كان علم الوراثة يدور حولها في الأصل».

### التطور
دعا نوبل إلى اصطناع تطوري موسع، والأمر الأكثر إثارة للجدل دعوته إلى بديل عن الاصطناع الحديث.
جادل بأنه من خلال البحث في علم التخلق، يمكن توريث الخصائص المكتسبة وعلى النقيض من الاصطناع الحديث، فإن التغيير الجيني «بعيد كل البعد عن العشوائية» وليس دائمًا تدريجيًا. ويزعم أيضًا أن العقيدة المركزية للبيولوجيا الجزيئية كُسرت باعتبارها «تجسيد لحاجز وايزمان»، وأن وجود اصطناع جديد سيدمج الأبحاث من علم وظائف الأعضاء مع علم الأحياء التطوري.

### مبادئ علم أنظمة الأحياء
اقترح نوبل عشرة مبادئ لعلم أنظمة الأحياء:
1. الوظائف الحيوية متعددة المستويات.
2. نقل المعلومات ليس باتجاه واحد.
3. الدنا ليس الناقل الوحيد للوراثة.
4. نظرية النسبية البيولوجية: لا يوجد مستوى متميز من السببية.
5. سوف يفشل علم الوجود الجيني دون الرؤية من مستوى أعلى.
6. لا يوجد برنامج وراثي.
7. لا توجد برامج على أي مستوى آخر.
8. لا توجد برامج في الدماغ.
9. الذات ليست شيئًا.
10. يوجد أشياء كثيرة يجب أن تُكتشف. لا توجد بعد «نظرية علم أحياء» حقيقية.

## اقرأ أيضا
- جيرد بي. مولر
- إيفا جابلونكا